# Miřetice (okres Benešov)
Obec Miřetice se nachází v okrese Benešov, kraj Středočeský. Žije zde 230 obyvatel.
Ve vzdálenosti 8 km severozápadně leží město Vlašim, 25 km severozápadně město Benešov, 30 km jihovýchodně město Humpolec a 30 km východně město Světlá nad Sázavou.

## Historie
První písemná zmínka o obci pochází z roku 1274.

### Územněsprávní začlenění
Dějiny územněsprávního začleňování zahrnují období od roku 1850 do současnosti. V chronologickém přehledu je uvedena územně administrativní příslušnost obce v roce, kdy ke změně došlo:
- 1850 země česká, kraj Pardubice, politický okres Ledeč, soudní okres Dolní Kralovice[4]
- 1855 země česká, kraj Čáslav, soudní okres Dolní Kralovice
- 1868 země česká, politický okres Ledeč, soudní okres Dolní Kralovice
- 1939 země česká, Oberlandrat Německý Brod, politický okres Ledeč nad Sázavou, soudní okres Dolní Kralovice[5]
- 1942 země česká, Oberlandrat Tábor, politický okres Ledeč nad Sázavou, soudní okres Dolní Kralovice[6]
- 1945 země česká, správní okres Ledeč nad Sázavou, soudní okres Dolní Kralovice[7]
- 1949 Pražský kraj, okres Vlašim[8]
- 1960 Středočeský kraj, okres Benešov
- 2003 Středočeský kraj, okres Benešov, obec s rozšířenou působností Vlašim

## Doprava
Dopravní síť
- Pozemní komunikace – Do obce vede silnice III. třídy. Okrajem území obce prochází silnice II/112 Benešov – Vlašim – Čechtice – Pelhřimov.

- Železnice – Železniční trať ani stanice na území obce nejsou.

Veřejná doprava 2012
- Autobusová doprava – Obcí projížděly autobusové linky do těchto cílů: Benešov, Čechtice, Dolní Kralovice, Jihlava, Ledeč nad Sázavou, Pelhřimov, Praha, Vlašim.